# Sentier des Roches
Le sentier des Roches, également connu sous les noms de Felsenpfad ou Strohmeyerpfad, est un sentier de randonnée du massif des Vosges qui relie le col de la Schlucht au Frankenthal, près du Hohneck. Créé au début des années 1910, il est en partie taillé dans la roche et comporte plusieurs passages aménagés à l'aide d'escaliers et de passerelles. Il est l'un des sentiers les plus connus et les plus fréquentés du massif vosgien et également l'un des plus accidentogènes.

## Histoire
En 1910, après la réalisation du sentier des Hirschteine au nord du col de la Schlucht,
Heinrich Strohmeyer, garde général des Eaux et Forêts et président du Club vosgien de Munster de 1908 à 1914, propose la création d'un sentier permettant de relier le col de la Schlucht au Frankenthal. La réalisation s'annonce difficile ; le sentier doit être taillé dans la roche le long du cirque dit du Schluchtkessel jusqu'au Krappenfels, puis rejoindre le Frankenthal. La durée des travaux est estimée à trois ans pour un coût de 3 000 marks.

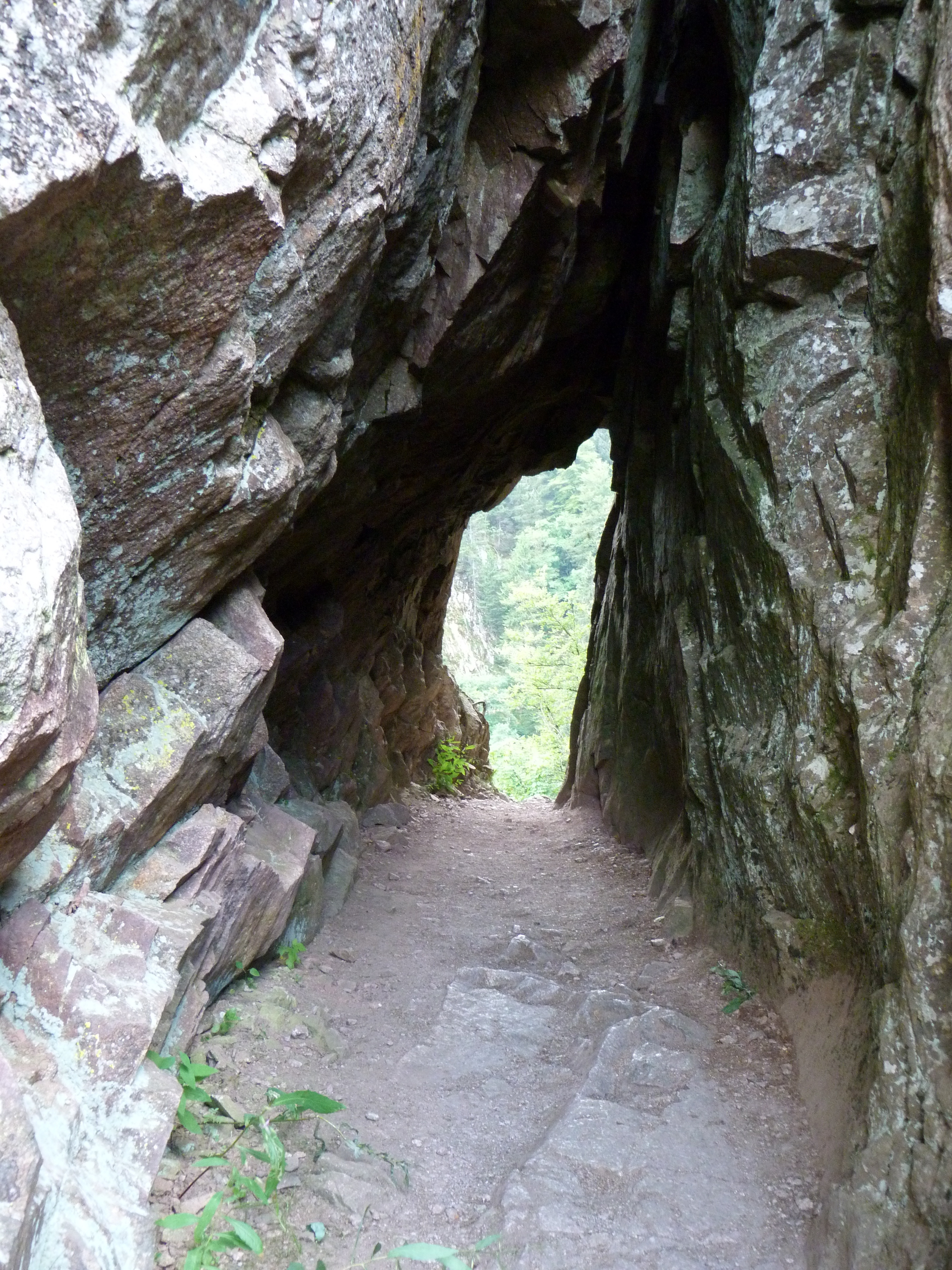
La « roche percée ».

Les travaux débutent en juillet 1910, avec l'aide d'une quarantaine de bénévoles et le concours des entreprises Scandella pour les opérations dans les rochers — certains passages nécessitant l'utilisation de dynamite — et Schwenk de Stosswihr pour les équipements de sécurité. Malgré les conditions difficiles, voire dangereuses, aucun accident n'est à déplorer. Le sentier est achevé durant l'été 1911, après un an de travaux seulement, et est inauguré le dimanche 6 août de la même année. En raison de travaux imprévus, le coût total s'élève finalement à 6 000 marks.
Lors de l'assemblée de 1912 du Club vosgien de Munster, le sentier prend le nom de « Strohmeyerpfad » en hommage à l'initiateur du projet, bien que ce dernier souhaite garder la dénomination « sentier de la Schlucht au Frankenthal ». Aujourd'hui, il est principalement connu sous le nom de « sentier des Roches ».

## Fréquentation et accidentologie

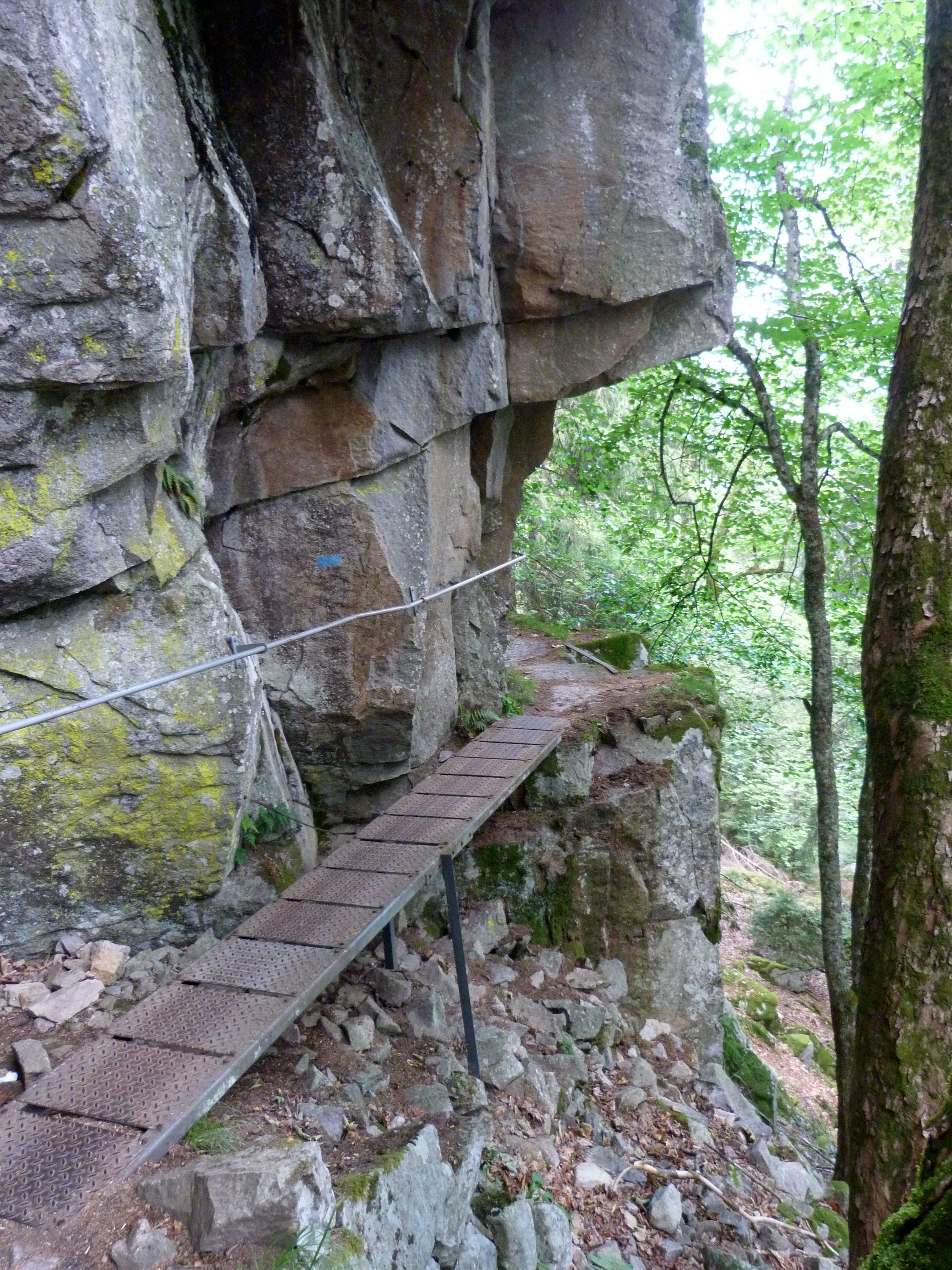
Passerelle métallique dans le sentier des Roches.

Le sentier des Roches est l'un des sentiers les plus fréquentés du massif des Vosges avec environ 40 000 randonneurs par an. Malgré la présence de mains courantes, d'escaliers et de passerelles, le parcours reste technique et nécessite de bonnes chaussures. Impraticable en hiver, le sentier peut également être très dangereux par temps humide, certains passages devenant alors très glissants. Une dizaine d'interventions de secours sont recensées chaque année avec régulièrement des accidents mortels.
Par un arrêté municipal de 2021, l'accès au sentier est désormais officiellement interdit du 1er novembre au 30 avril.